# Ингендорф
Ингендорф (њем. Ingendorf) општина је у њемачкој савезној држави Рајна-Палатинат. Једно је од 235 општинских средишта округа Ајфелкрајс Битбург-Прим. Према процјени из 2010. у општини је живјело 235 становника. Посједује регионалну шифру (AGS) 7232062.

## Географски и демографски подаци
Ингендорф се налази у савезној држави Рајна-Палатинат у округу Ајфелкрајс Битбург-Прим. Општина се налази на надморској висини од 250 метара. Површина општине износи 3,3 km². У самом мјесту је, према процјени из 2010. године, живјело 235 становника. Просјечна густина становништва износи 71 становника/km².